# Michael Stifel
Michael Stifel (sinh năm 1487 và mất ngày 19 tháng 4 năm 1567) là nhà toán học, mục sư người Đức. Vào năm 1544, Stifel đã đề xuất thuật ngữ "vô tỉ", xuất phát từ tiếng Latin irrationalis, có nghĩa là "không hợp lý". Đồng thời, ông cũng sáng tạo ra ký hiệu chỉ căn đầu tiên trên thế giới. Đó là chữ zeta trong tiếng Hy Lạp. Như vậy, Stifel đã có đóng góp cho sự phát triển số vô tỉ thời kỳ Phục hưng. Về tôn giáo, Stifel trở thành một trong những người đầu tiên ủng hộ Martin Luther.